# Gerhard Steffen
Gerhard Walter Steffen (* 3. Dezember 1933 in Bagdad; † 18. November 2000 in Wien) war ein österreichischer Kabarettist und Schauspieler.

## Leben
Steffen wuchs als Sohn des deutschen Diplomaten Willi Georg Steffen in Mosul, Bagdad, Berlin und Graz auf. Nach der Matura begann er in Graz ein Biologiestudium und engagierte sich im dortigen Studentenkabarett.
1959 wurde er in Graz mit dem Komponisten, Schriftsteller, Chansonnier Dieter Gogg, Kuno Knöbl und Udo Simonitsch zum Mitbegründer des Studentenkabaretts Der Würfel. Gerhard Bronner engagierte ihn daraufhin 1961 zusammen mit Eva Pilz, Isa Franke, Erich Frank, Felix Dvorak, Kuno Knöbl, Peter Orthofer für sein im Oktober 1959 neu entstandenes Neues Theater am Kärntnertor in der Walfischgasse in Wien. Dort trat Steffen im Programm Weh dem, der rügt! auf, das am 25. August 1961, auch im 2. Programm der ARD ausgestrahlt wurde.
Anfang 1966 wechselte Steffen an das 1953 gegründete Theater Die Tribüne, das sich im Untergeschoss des Café Landtmann befindet. Dieses Theater, in dem er u. a. in 1913 – Das Jahr vor Sarajewo von Rudolf Weys und in Bankraub für Anfänger von Michael André auftrat, wurde zum Sprungbrett für seine Karriere. Dort blieb er bis 1967 und trat anschließend bis 1975 in dem anfänglich noch von dem Kabarettisten Karl Farkas geleiteten Kabarett Simplicissimus in der Wollzeile im I. Wiener Gemeindebezirk auf. Gleichzeitig war er in Programmen des Theaters der Jugend im Renaissancetheater und im Theater an der Wien zu sehen. Er erhielt Engagements für die Sommerfestspiele in Schloss Porcia, im Burghof Perchtoldsdorf, zum Welt-Theater-Festival Carnuntum und in Stockerau.
1975 berief ihn das Volkstheater Wien zum Mitglied des Ensembles. Hier machte er sich als Charakterschauspieler, auch in Stücken von Johann Nepomuk Nestroy, einen Namen. Am Volkstheater war er in der Saison 1988/1989 u. a. in Nikolai Gogols Der Revisor, in Karl Schönherrs Glaube und Heimat und in František Langers Das Kamel geht durch das Nadelöhr, in Peter Turrinis Der tollste Tag, in Johann Nestroys Verwickelte Geschichte!, in Lotte Ingrischs Lambert Veigerl macht sein Testament zu sehen. 1990/1991 trat Steffen in Ödön von Horváths Figaro läßt sich scheiden und in Hin und her auf. Er spielte anschließend in Felix Mitterers Die Kinder des Teufels, trat in Gabriela Zapolskas Die Moral der Frau Dulska als Herr Dulski auf und spielte in Die Dreigroschenoper den Hakenfinger Jakob. In der folgenden Saison erschien er als Lukas Laban in Dusan Kovacevics Der Profi, gab den Feuerwehrmann in Biedermann und die Brandstifter von Max Frisch und spielte den Pilger in Franz Grillparzers Weh dem, der lügt!. Ferner spielte Steffen den Ferdinand Liechtl in Der zerbrochne Krug von Heinrich von Kleist und den Marchese Vincelli in Nestroys Liebesgeschichten und Heurathssachen. In seiner letzten Saison 1993/1994 war er als Ernst in Kerstin Spechts Lila und als Bäci in Heinrich Spoerls Der Maulkorb zu sehen.

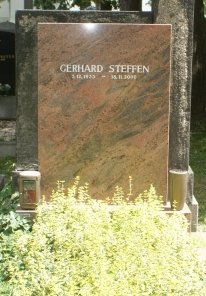

Steffen war der zweite von drei Söhnen aus der ersten Ehe von Willi Georg Steffen mit Erna Steffen, geb. Pfingstl (1906–1979). Er war mit Heimgard Bendl (* 1938 in Wien) verheiratet, mit der er zwei Töchter hat: Angelica und Regina Steffen (beide * 1962 in Wien).
Gerhard Steffen wurde am Wiener Zentralfriedhof (Gruppe 2, Reihe 13, Nummer 52) bestattet.

## Filmographie
Steffen spielte wiederholt in Rollen in TV-Produktionen des Österreichischen Rundfunks (ORF) mit. 1966 war er unter eigenem Namen in Donaug’schichten, W. M. und die kleinen Gauner zu sehen. 1969 erschien er in einer Folge der Serien Bilanz der Saison und in Die große Glocke sowie in dem Kinderfilm Der Gürtel des Namajok… Kid Falkenauge – Meisterdetektiv.
1972 trat er in Die lustigen Vier von der Tankstelle und in zwei Folgen von Die Abenteuer des braven Soldaten Schwejk mit Fritz Muliar auf, dann 1973 in Die drei Väter der Romy Schröder und in zwei Folgen von Hallo – Hotel Sacher… Portier! und 1975 erneut an der Seite von Fritz Muliar in der Verfilmung von Gregor von Rezzoris Maghrebinischen Geschichten. Steffen war in mehreren Folgen der Folgen der Krimireihe Tatort zu sehen: 1978 verkörperte er den Dr. Rieger in Mord im Krankenhaus, 1981 trat er in Mord in der Oper und 1987 in Superzwölfer auf. Er spielte von 1980 bis 1982 in 13 Folgen den Johann in der TV-Serie Ringstraßenpalais und war 1988 einer der Darsteller in der TV-Serie Heiteres Bezirksgericht von Peter Weck.

## Kabarettauftritte

### Neues Theater am Kärntnertor
- Frühjahr 1961: Weh dem, der rügt
- Herbst 1961: Wedel sei der Mensch
- Frühjahr 1962: Sumper fidelis
- Frühjahr 1963: Das heiße Eisen
- Herbst 1963: Die Arche Nowak
- Frühjahr 1964: Nie wieder Kabarett
- Herbst 1964: Compagnero olé
- Frühjahr 1965: Wiener Testwochen
- Herbst 1965: Wer fürchtet sich vorm Zeitventil
- Winter 1965: Die Romantiker
- Februar 1966: Pianolastory

### Kabarett Simplicissimus „Simpl“
- Frühling 1966: Mit roter Tinte
- Herbst 1967: Jeder gegen jeden
- Frühjahr 1968: Mit eiserner Hand
- Herbst 1968: Heiter bis wolking
- Frühjahr 1969: Amor – go home!
- Herbst 1969: Gangster über Wien!
- Frühjahr 1970: Vorher und Nachher
- Herbst 1970: Zurück zur Zukunft
- Frühjahr 1971: Pop und Porno
- Herbst 1971: Manche mögen´s romantisch
- Frühjahr 1972: 60 Jahre jung
- Herbst 1972: Es könnte sein...!
- Frühjahr 1973: Hinter offenen Türen
- Frühjahr 1974: Öl ins Feuer
- Herbst 1974: Teufel, komm raus!

## Ehrungen
- Österreichisches Ehrenkreuz für Wissenschaft und Kunst, 1989
- Karl-Skraup-Preis, für schauspielerische Gesamtleistung, 1993